# Fata Morgana (single)
Fata Morgana is een single van K3, uitgebracht op 17 mei 2023. Het is de zevende single van K3 in de bezetting van Julia Boschman, Hanne Verbruggen en Marthe De Pillecyn.

## Achtergrond
Het nummer werd uitgebracht op 17 mei 2023. Het nummer gaat over een zomerliefde, een fantastisch feestje en de schoonheid van de woestijn.
Tijdens de Vleugels-tour werd het nummer toegevoegd aan de setlist vanaf 19 mei 2023.

## Videoclip
De videoclip verscheen op 19 mei 2023. Het was de zesde videoclip van K3 in deze formatie.